# Holíč
Holíč (în germană Weißkirchen / Holitsch, în maghiară Holics) este un oraș din Slovacia cu 11.627 locuitori.

## Demografie
| An:                | 1994   | 2004   | 2014   | 2024   |
| ------------------ | ------ | ------ | ------ | ------ |
| Număr de persoane: | 11.261 | 11.617 | 11.181 | 10.858 |
| Diferență:         |        | +3,16% | −3,75% | −2,88% |

| An:                | 2023   | 2024   |
| ------------------ | ------ | ------ |
| Număr de persoane: | 10.928 | 10.858 |
| Diferență:         |        | −0,64% |